# Kortegolfzendergebouwen (Radio Kootwijk)

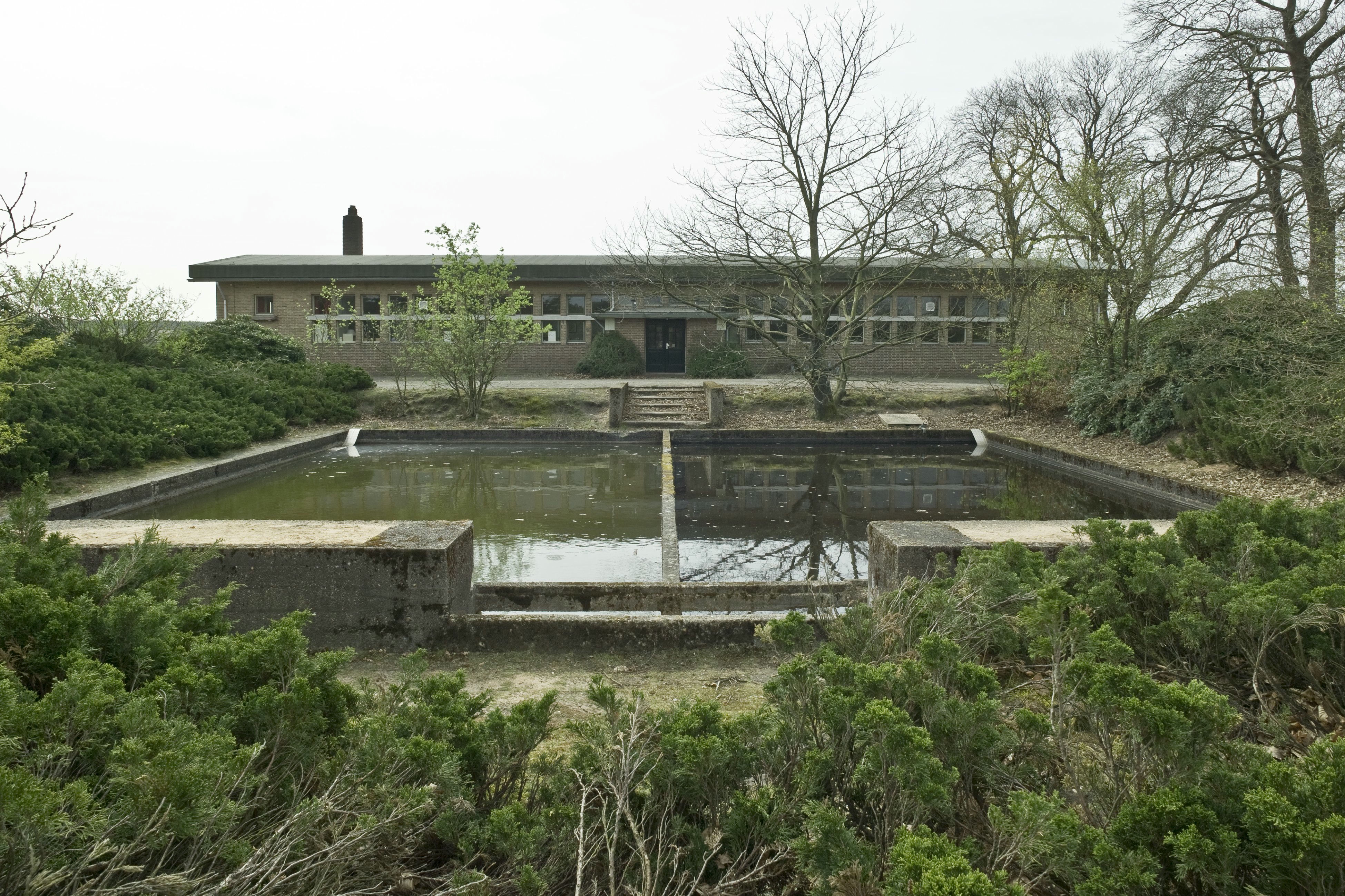
Gebouw C met koelvijver (2007)

De Kortegolfzendergebouwen (gebouwen C, D en E) zijn drie vrijwel identieke gebouwen op het voormalige zenderpark Radio Kootwijk. De gebouwen C en E zijn gebouwd in 1929, gebouw D een jaar later. De gebouwen liggen een stuk buiten het dorp Radio Kootwijk op de Hoog Buurlose Heide.
De gebouwen werden opgericht voor het verzorgen van radiografische verbindingen met Nederlands-Indië (gebouw C), Suriname, de Nederlandse Antillen en de Verenigde Staten (gebouw D) en Japan (gebouw E). De kortegolfzenders in de gebouwen waren voorzien van watergekoelde zendlampen. Voor de koeling van die lampen was bij elk gebouw een koelvijver aanwezig. Deze dienden in de zomer ook als zwembad voor de bewoners van Radio Kootwijk. Bij de vijver van gebouw E werd daartoe een badhuisje gebouwd.
In de jaren zeventig van de 20e eeuw werden de kortegolfzenders door nieuwe technieken overbodig. De zendmasten verdwenen en de gebouwen werden hergebruikt als kantoor en opslagruimte. Na de sluiting van het zenderpark was gebouw D nog enige tijd in gebruik als schaapskooi. Anno 2021 wordt gebouw C gebruikt door een trainings- en adviesbureau. De gebouwen D en E staan leeg.
De kortegolfzendergebouwen hebben alle drie de status van rijksmonument.
Gebouw A (zendgebouw) · Gebouwen, C, D en E (zendgebouwen) · Gebouw F (directiegebouw) · Gebouw G (constructiehal voor zendapparatuur) · Gebouw H (hotel) · Gebouw P (Utrechtse loods) · Autogarage C · 50kV-station · Watertoren